# El profesor Layton y el legado de los ashalanti
El profesor Layton y el legado de los ashalanti (レイトン教授と超文明Aの遺産 Reiton-kyōju to Chō-Bunmei Ē no Isan?,  lit. "El profesor Layton y el legado de la supercivilización A") es un juego de misterio y puzles, desarrollado por la compañía japonesa Level-5 para la videoconsola Nintendo 3DS. Es el sexto juego de la serie Profesor Layton, y es, cronológicamente, la tercera parte de la primera trilogía (que narra los descubrimientos por parte del profesor Layton y sus amigos de cada legado de la civilización ashalanti), y según el director general de Level-5, Akihiro Hino, será el último título de la serie Layton en el que saldrá el propio profesor Layton como protagonista. El juego salió a la venta el 28 de febrero de 2013 en Japón, el 8 de noviembre de 2013 en Europa, y el 28 de febrero de 2014 en América.

## Argumento
Tras la conclusión de El profesor Layton y la máscara de los prodigios, el legado de los ashalanti, una reliquia de una antigua civilización, está ahora en manos de una misteriosa organización llamada Targent, que quiere utilizar el poder de los ashalanti para sus propios fines. Además, Jean Descole, el rival de Targent, también desea utilizar el legado de los ashalanti, estableciendo así el escenario en el que se desarrolla el conflicto por el legado de los ashalanti. La historia sigue al profesor Hershel Layton, su ayudante Emmy Altava, y su aprendiz Luke Triton en su viaje a una ciudad situada en el gélido Ártico para investigar una "momia viviente". Allí, se encuentran con una chica llamada Aurora, que proviene de una antigua raza conocida como los ashalanti, congelado en el hielo. Después de liberarla y darse cuenta de que ha perdido la memoria, su investigación les lleva por todo el mundo en la búsqueda de la verdad detrás de la misteriosa civilización ashalanti y el tesoro escondido que guardan.

## Modo de juego
El juego sigue al profesor Layton y sus amigos mientras exploran diversos ambientes y resuelven gran cantidad de puzles. El sistema de juego es similar al de El profesor Layton y la máscara de los prodigios, en el que los jugadores utilizan el stylus en la pantalla táctil para buscar en los entornos pistas y resolver los diversos puzles que el juego ofrece. Este juego cuenta con más de 500 nuevos puzles, más que su predecesor, en el que hubo 490. 
Al resolver con éxito un puzzle, el jugador gana "picarats" que son un tipo de puntos que al final del juego te permite acceder a contenidos extras o especiales.
Durante el transcurso del juego, el profesor y sus ayudantes viajaran a diferentes partes del mundo, como Estados Unidos, Sudáfrica y Rusia.

## Banda sonora
La banda sonora fue compuesta por Tomohito Nishiura. El tema de cierre, titulado "Surely Someday", fue realizada por Miho Fukuhara.

## Recepción
El juego tuvo un acogida notable de parte de la mayoría de medios del sector consolero, registrando una nota media de 81 en Metacritic. Gamerologies destacó en su análisis la genial banda sonora que incluye y su longeva jugabilidad puntuándolo con un 8/10.